# Ladies Love Danger
Ladies Love Danger é um filme norte-americano de comédia e mistério de 1935 dirigido por H. Bruce Humberstone e escrito por Samson Raphaelson, Robert Ellis e Helen Logan. O filme é estrelado por Mona Barrie, Gilbert Roland, Donald Cook, Adrienne Ames, Hardie Albright e Herbert Mundin. Foi lançado em 3 de maio de 1935 pela Fox Film Corporation.

## Elenco
- Mona Barrie como Rita Witherspoon
- Gilbert Roland como Ricardo Souchet aka Alonzo
- Donald Cook como Tom Lennox
- Adrienne Ames como Adele Michel
- Hardie Albright como Phil Morton
- Herbert Mundin como Giffins
- Dick Foran como Sargento Bender
- Marion Clayton Anderson como Helen Lopez
- Ray Walker como Haskins
- Henry Kolkercomo Jose Lopez
- Russell Hicks como Melvin
- John Wray como Tenente Roberts
- Leonard Carey como James
- Fred Toones como Lewis
- Rita Rozelle como Conchita